# Associazione Olimpica Giamaicana
L'Associazione Olimpica Giamaicana (nota anche come Jamaica Olympic Association in inglese) è un'organizzazione sportiva giamaicana, nata nel 1936 a Kingston, Giamaica.
Rappresenta questa nazione presso il Comitato Olimpico Internazionale (CIO) dal 1936 ed ha lo scopo di curare l'organizzazione ed il potenziamento dello sport in Giamaica e, in particolare, la preparazione degli atleti giamaicani, per consentire loro la partecipazione ai Giochi olimpici. L'associazione è, inoltre, membro dell'Organizzazione Sportiva Panamericana.
L'attuale presidente dell'organizzazione è Michael Fennell, mentre la carica di segretario generale è occupata da Neville McCook.